# Аджарисцкалі
Аджарісцкалі (груз. აჭარისწყალი — букв. вода Аджарії) — річка, права притока р. Чорох (басейн Чорного моря), південно-західна Грузія.
Загальна довжина 90 км, площа сточища 1540 км².
Починається на Арсіанському хребті. Повністю знаходиться в межах Аджарії і перетинає більшість її території із заходу на схід через містечка Хуло, Шуахеві, Кеда. Впадає в річку Чорох біля села Аджарісцкалі.

## Каскад ГЕС
На річці 2017 року введено в експлуатацію ГЕС Шуахеві (41°38′19″ пн. ш. 42°09′12″ сх. д. / 41.6387033° пн. ш. 42.1534145° сх. д.) та існує мала гідроелектростанція ГЕС Ажджаріс-Цкалі (41°34′13″ пн. ш. 41°51′41″ сх. д. / 41.57030556° пн. ш. 41.86147222° сх. д.).

## Притоки
- Скхалта, Чірукітскалі, Бсубсу (ліві), Шавіткетскалі (права).